# Фёдоров, Михаил Михайлович (политик)
Михаи́л Миха́йлович Фёдоров (23 апреля [5 мая] 1858, Бежецк, Тверская губерния — 31 января 1949, Париж, Франция) — российский государственный и общественный деятель, экономист, действительный статский советник (1899), министр торговли и промышленности Российской империи (февраль-май 1906). Участник Белого движения. В эмиграции во Франции — активный деятель в области политики, культуры и высшего образования русских студентов.

## Биография
Родился 5 мая 1858 года в дворянской семье. Отец — генерал-майор Фёдоров Михаил Иванович (1819—1889). Мать — Татьяна Александровна, урождённая Фелиция Страсбургер (1839—1895).
В 1881 году окончил физико-математический факультет Санкт-Петербургского университета со степенью кандидата.
В 1882 году был причислен к Министерству внутренних дел. Сотрудничая в Центральном статистическом комитете, разработал, совместно с А. К. Веселовским, обзор статистики земского страхования за десятилетие (1870—1880). С 1884 года служил чиновником особых поручений в Министерстве финансов. С 1891 года, оставаясь чиновником особых поручений, был редактором повременных изданий министерства финансов — «Вестника финансов, промышленности и торговли» и «Ежегодника министерства финансов». С 1893 года издавал «Торгово-промышленную газету», с 1897 — «Русское экономическое обозрение». В 1902 году образовал торгово-телеграфное агентство, в 1904 преобразованное в Петербургское телеграфное агентство. С 1899 года — действительный статский советник (РГИА Фонд 23, опись 23, дело 1212).
Автор работ по экономическим вопросам, в том числе:
- Письма о русской промышленности и иностранных капиталах («Русское экономическое обозрение», 1898 и 1899);
- Значение правильной организации хлебной торговли, условия, которым она должна удовлетворять, и меры к постепенному введению в России организованной хлебной торговли («Вестник финансов…», 1902);
- Неблагоприятные последствия господствующих в России систем полеводства и меры к постепенному переходу к более правильному строю полевого хозяйства («Вестник финансов…», 1902).

С 1903 года — управляющий отделом торговли и промышленности Министерства финансов. С ноября 1905 года — товарищ министра торговли и промышленности. В феврале — мае 1906 года — министр торговли и промышленности в правительстве С. Ю. Витте, который считал Фёдорова «очень чистым, знающим человеком, весьма культурным, но не в европейском смысле, либералом и бессеребренником», «хорошо знающим дела торговли и промышленности». Отказался занять пост министра торговли и промышленности в консервативном правительстве И. Л. Горемыкина и вышел в отставку.
В 1907—1917 годах — председатель совета Азовско-Донского банка.
Акционер и один из руководителей Русского общества пароходства и торговли (РОПиТ).
Председатель совета Общества гранитного, мраморного и строительного дела.
В 1911, основатель в Лондоне Международной русской корпорации (International Russian Corporation).

### Общественный деятель
С 1906 года член партии кадетов, с 1907 состоял в Партии мирного обновления, с 1912 — в партии прогрессистов.
Был членом главного управления общества Красного Креста. В 1906—1909 годах издавал умеренно-либеральную газету «Слово». Занимался менеджерской деятельностью, возглавлял Центральное (Всероссийское) кооперативное объединение. С 1914 года — руководитель Земско-городского комитета по обеспечению армии.

### Участник Белого движения
Один из первых общественных деятелей, присоединившихся к белому движению. В 1917—1918 годах — член Совета общественных деятелей в Новочеркасске и Донского гражданского совета при триумвирате Алексеева, Корнилова и Каледина. Участвовал в первом Кубанском походе (Ледяной поход). Затем переехал в Москву, входил в состав Правого центра, вышел из него вместе с другими либеральными политиками из-за неприятия ориентации на Германию, и в мае 1918 стал председателем Национального центра, организовал его отделение в Киеве, участвовал в Ясском совещании с представителями стран Антанты. В 1919 году — член Особого совещания при главнокомандующем Вооружёнными силами Юга России А. И. Деникине. Эвакуировался из Крыма вместе с генералом Врангелем в ноябре 1920 года.

### Эмигрант
С 1920 года — в эмиграции, жил в Париже, продолжал принимать участие в политической деятельности как председатель Европейской секции Русского национального союза и как вице-президент Русского национального комитета. В этом качестве участвовал в 1926 году в Зарубежном съезде в Париже. Сотрудник, затем редактор (с 1929 года) выходившего в 1926—1931 годах журнала «Борьба за Россию», основатель и глава ряда фондов и ассоциаций.
В 1926 году был редактором сборника в 574 страницы на французском языке, собравшего статьи 24 представителей русской эмиграции «La Russie sous le régime communiste (Россия под коммунистическим режимом)». В 1922—1923 принял участие в Лозаннской конференции между странами Антанты и Турции.
В 1922 году Фёдоров основал и возглавил Центральный комитет по обеспечению высшего образования русскому юношеству за границей (так называемый «Фёдоровский комитет»), который оказывал содействие молодым русским эмигрантам в получении ими высшего образования. Комитет обращался к правительствам западных стран с просьбой о выделении стипендий русским студентам — многие из этих обращений удовлетворялись. Тем, кто не получал стипендий от государств или частных организаций, Комитет выдавал собственные стипендии и для создания фонда стипендий обращался к благотворителям. Например, между 1921 и 1932 годами была собрано более чем 4 миллиона франков. Штаб-квартира Комитета находилась в доме 79 бульвара Сен-Мишель в Париже. В 1924 году комитет основал общежитие для студентов по адресу улица Лекурб, 91, куда в 1936 году была перенесена штаб-квартира Комитета. Центральный комитет придавал особое значение ориентации молодых эмигрантов на обучение в научных и технических вузах, считая, что это отвечает нуждам будущей, освобождённой от большевизма, России для восстановления промышленности, сельского хозяйства и торговли. «Фёдоровский комитет» выдал около 2 200 стипендий в Европе, а если прибавить постоянную деятельность Комитета по получению помощи от государственных и частных организаций, чтобы они выделяли собственные стипендии, в целом больше 8 000 русских молодых людей смогли завершить свое высшее образование. Несмотря на то, что на практике оказалось, что полученные знания русские студенты должны были использовать за границей, деятельность «Фёдоровского комитета» помогла многим молодым людям стать квалифицированными специалистами и избежать маргинализации.
М. М. Фёдоров был большой защитник русской культуры, устраивал выставки русских художников, концерты и собрания. В 1932 году он организовал и был председателем Организационного комитета выставки русских художников и скульпторов, где были представлены 303 произведения.
В 1934—1937 Фёдоров был вице-президентом Всемирного Пушкинского комитета, который организовал празднование по случаю столетней годовщины со дня смерти Пушкина. В Париже с 1935 по 1938 прошла целая серия конференций и концертов, посвященных юбилею. Парижский комитет учредил редакционный совет, который издал памятную книгу, включая основные пушкинские произведения, насчитывая 1 098 страниц.
В июне 1939 года в возрасте 81 года Фёдоров создал «Курсы к познанию России», чтобы русская молодежь, которая или рано покинула Россию, или родилась уже за рубежом, смогла ознакомиться с русской историей и культурой.
Фёдоров был инициатором постройки трёх православных церквей во Франции. Вместе с отцом Дмитрием Троицким создал в 1933 году церковь святого Серафима Саровского, отдав в безвозмездное пользование помещения около общежития для студентов своего Комитета на улице Лекурб в Париже. Был председателем строительных комитетов храма-памятника Воскресения Христова на русском военном кладбище в Сент-Илер-ле-Гран (1937), где покоятся 916 русских солдат и офицеров, павших во Франции во время Первой Мировой войны, а также церкви Успения Пресвятой Богородицы на русском кладбище в Сент-Женевьев-де-Буа (1939).
В 1930-х годах Фёдоров входил в состав строительного комитета «Русского дома» в Сент-Женевьев — церкви с приютом для престарелых эмигрантов.
Скончался 31 января 1949 года в Париже. Похоронен на кладбище Сент-Женевьев-де-Буа.

## Семья
Жена — Екатерина Ильинична (урождённая Костревская, в первом браке (до 1900) — Малышева) (1862—1935), дети:
- Малышева, Вера Сергеевна (1886, Санкт-Петербург — 1964, Париж)
- Владимир (1901, Санкт-Петербург — 1979, Париж)
- Михаил (1903, Санкт-Петербург — 1992, Париж)
- Георгий (1894, Барбизон, Франция — 1951, Париж)
- Николай (1898, Санкт-Петербург — 1991, Париж). Его сын Мишель[вд] (род. 1943) — химик, автор книги «Между короной и наковальней, жизнь и судьба царского министра М. М. Фёдорова».